# Melque de Cercos
Melque de Cercos is een gemeente in de Spaanse provincie Segovia in de regio Castilië en León met een oppervlakte van 18,59 km². Melque de Cercos telt 84 inwoners (1 januari 2016).

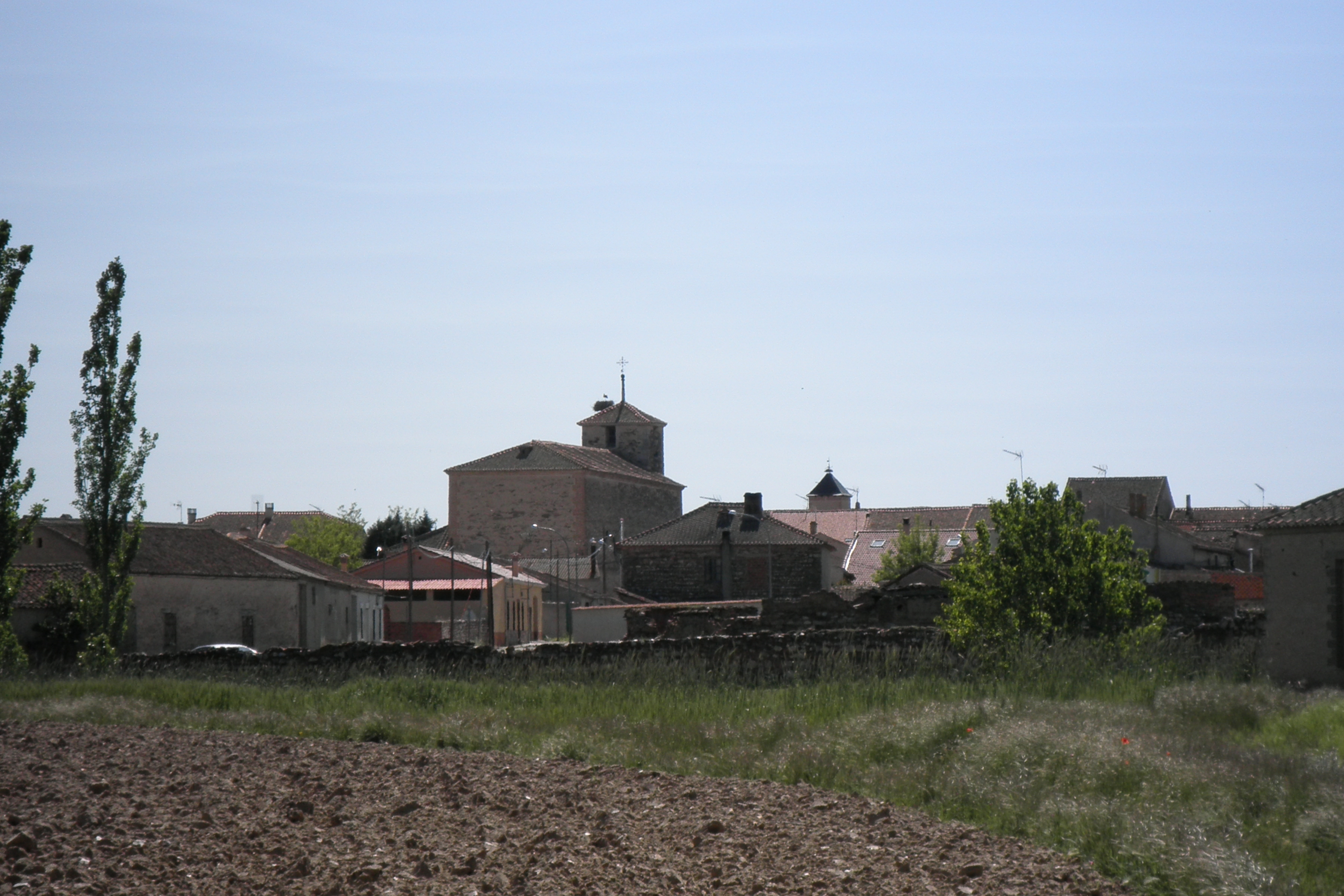
Melque de Cercos
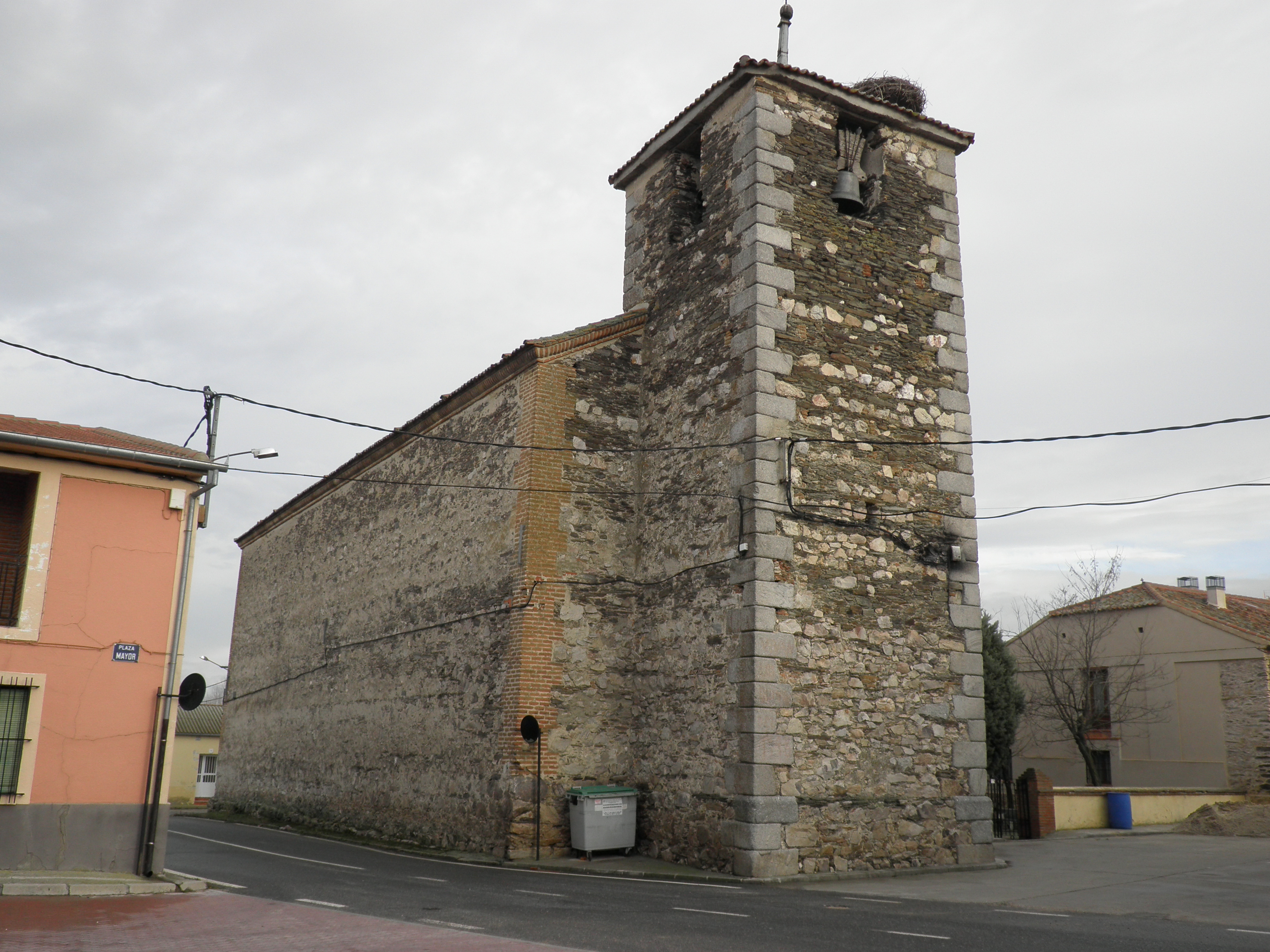
Kerk van Melque de Cercos
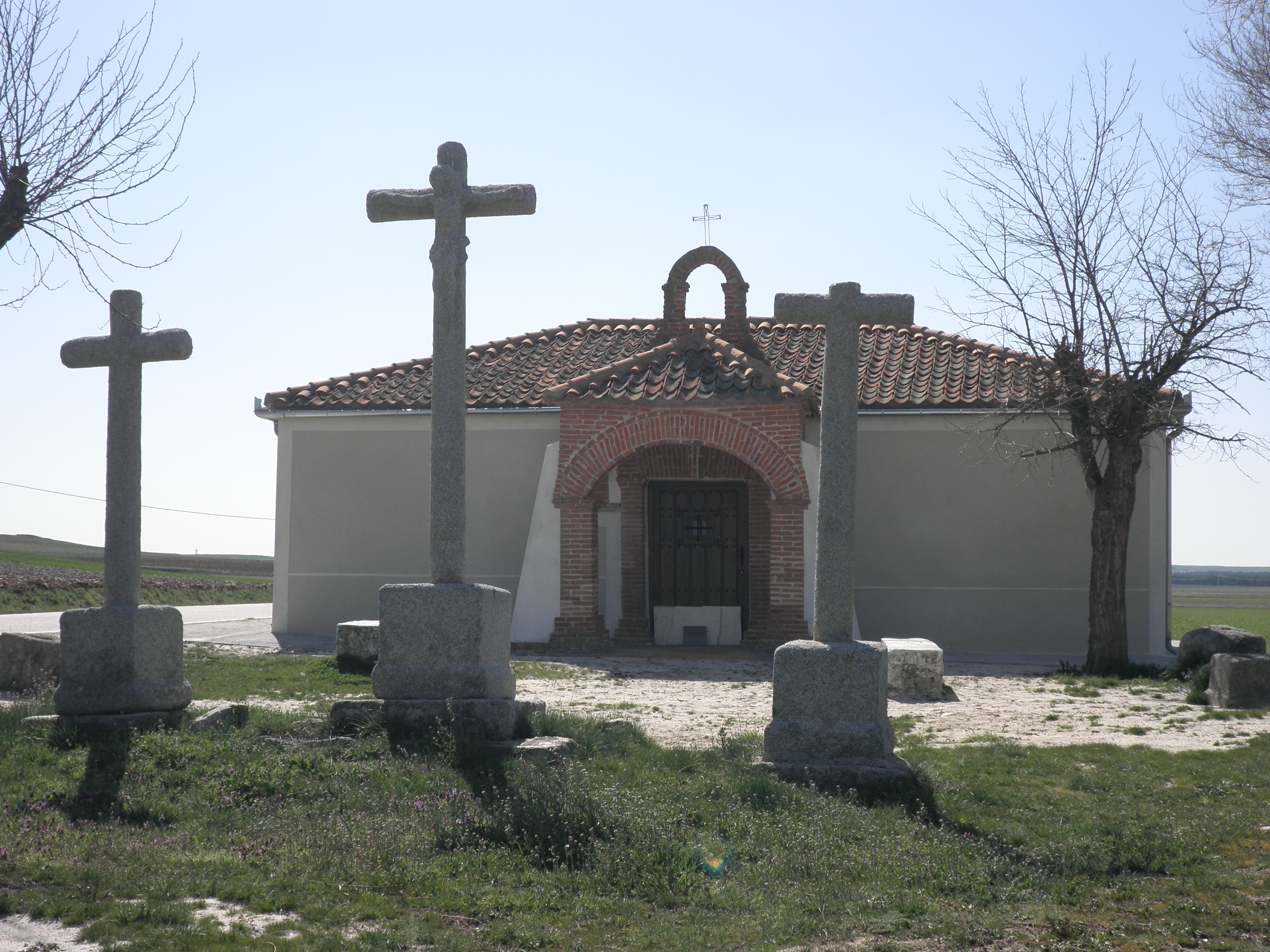
Kapel in Melque de Cercos
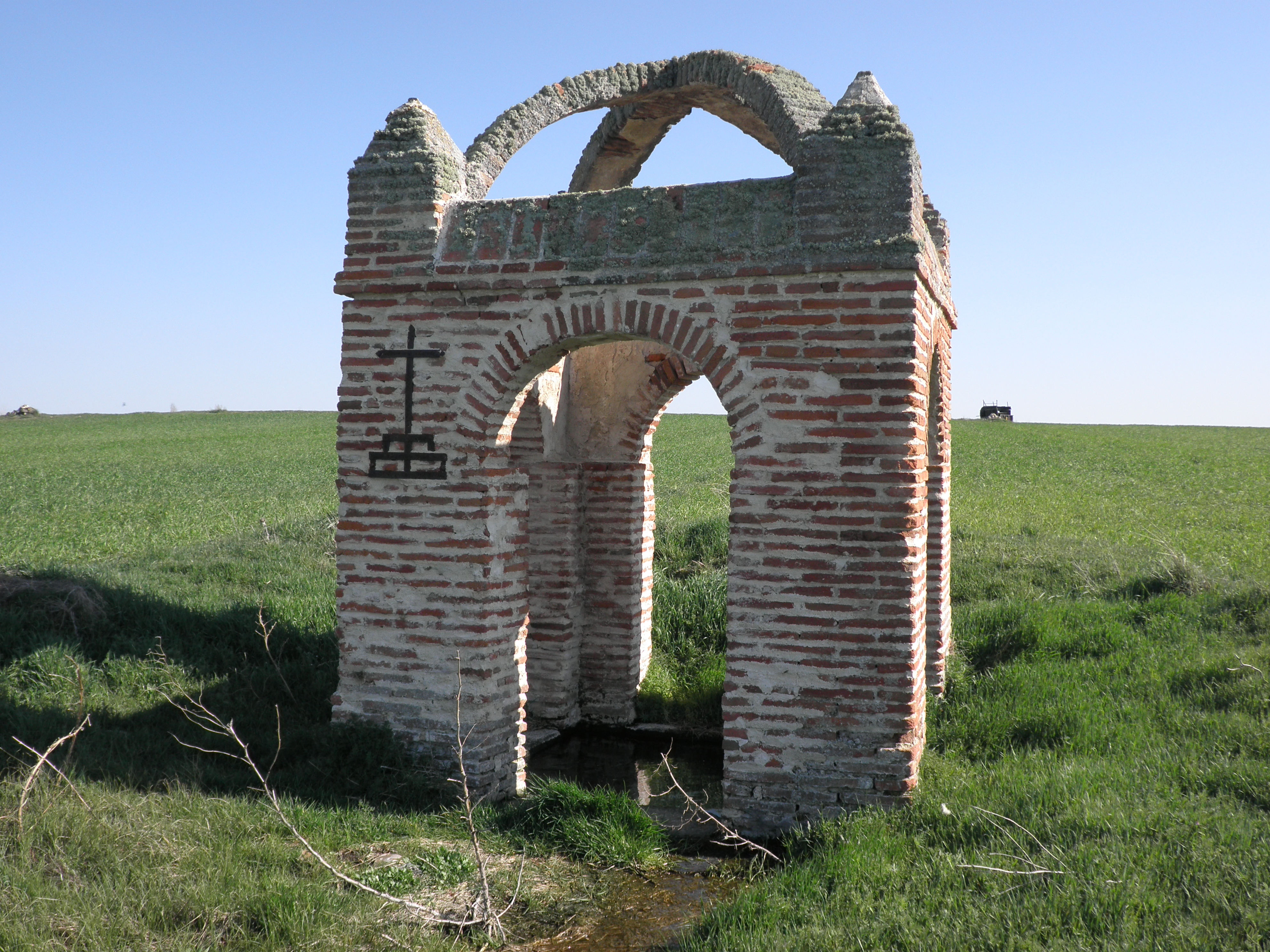
Bron Pelencha
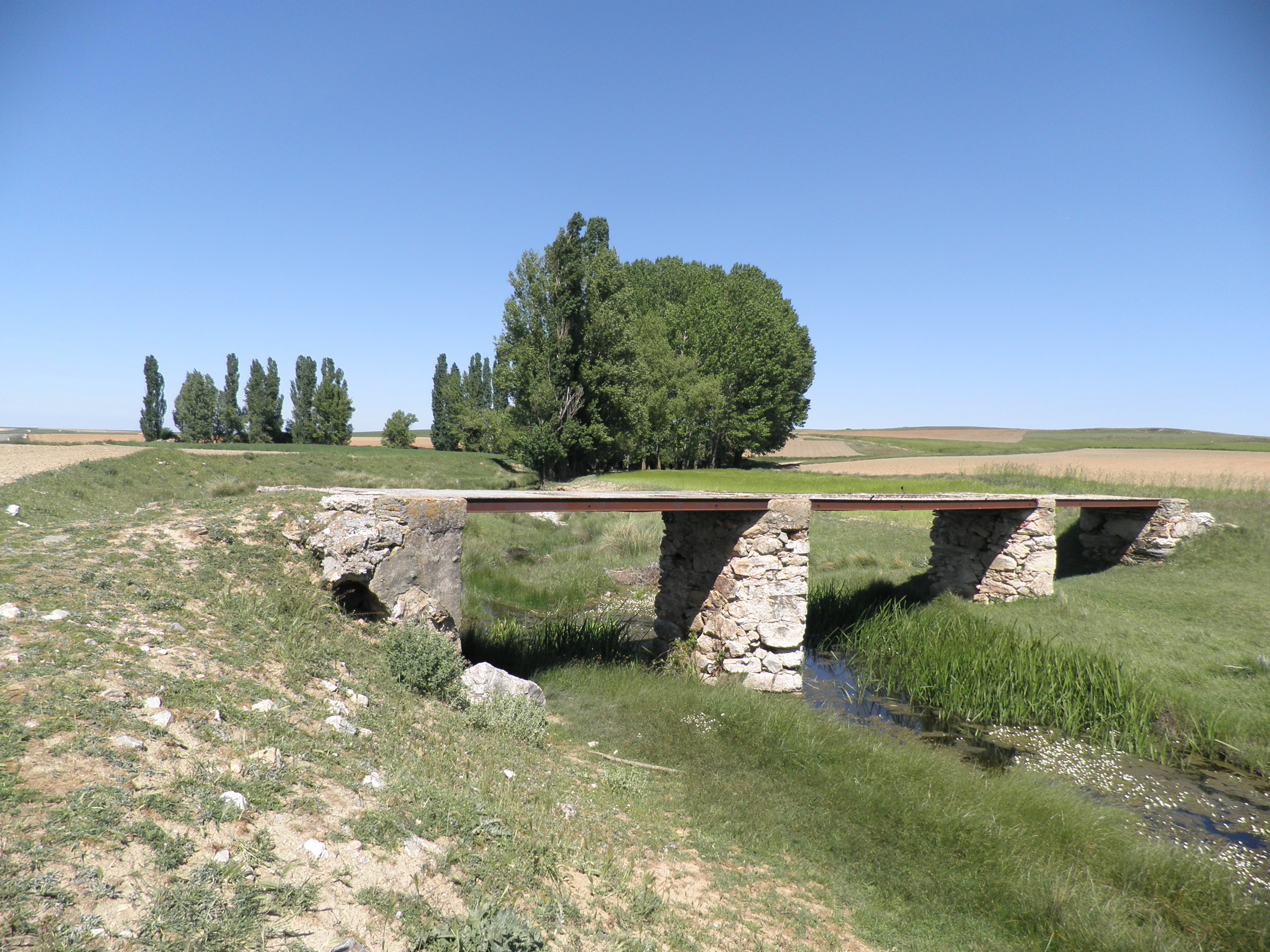
Brug in Melque de Cercos

## Demografische ontwikkeling
Bron: INE, 1857-2011: volkstellingen